# فاطمة الصمادي
فاطمة الصمادي، كاتبة وباحثة ولدت في الأردن. تختص فاطمة الصمادي بالشأن الإيراني في مركز الجزيرة للدراسات، لديها عدّة كتب وأبحاث في هذا الشأن. حاصلة على درجة الدكتوراه في العلوم الاجتماعية من جامعة علامة طباطبائي في طهران.

## السيرة الذاتية
ولدت الكاتبة و الباحثة الأردنية فاطمة الصمادي في الأردن، و تختص فاطمة الصمادي بالشأن الإيراني في مركز الجزيرة للدراسات، لديها عدّة كتب وأبحاث في هذا الشأن من أبرزها التيارات السياسية في إيران.حاصلة على درجة الدكتوراه في العلوم الاجتماعية من جامعة علامة طباطبائي في طهران. حاصلة على درجة الماجستير في الدراسات النسوية، وحاصلة على الدكتوراه من إيران حول المضامين النسوية في سينما المرأة الإيرانية. باحث أول في مركز الجزيرة للدراسات تشرف حالياً على الدراسات المتعلقة بإيران وتركيا ووسط آسيا.

## أعمال الكاتبة[5]
- التيارات السياسية في إيران، المركز العربي للأبحاث ودراسة السياسات، 2012.[6]
- العرب وإيران: مراجعة في التاريخ والسياسة، المركز العربي للأبحاث ودراسة السياسات، 2012.[7]
- ظاهرة ويكيليكس: جدل الإعلام والسياسة بين الافتراضي والواقعي، المركز العربي للأبحاث ودراسة السياسات، 2012.[8]
- نقد الذات: آية الله حسين علي منتظري في حوار نقد ومكاشفة للتجربة الإيرانية، المركز العربي للأبحاث ودراسة السياسات ، 2020.[9]
- نقد الذات: آية الله حسين علي منتظري في حوار نقد ومكاشفة للتجربة الإيرانية (سلسلة ترجمان)، 2020.[10]